# Europark (Einkaufszentrum)
Der Europark ist ein Einkaufszentrum in der österreichischen Stadt Salzburg im Stadtteil Taxham. In den rund 130 Läden arbeiten an die 2000 Beschäftigte. Der Europark ist damit einer der wichtigsten Wirtschaftsbetriebe des Bundeslandes. Das Einzugsgebiet reicht über das Land Salzburg in die angrenzenden Bundesländer und nach Bayern hinaus. 

## Geschichte und Entwicklung
Das architektonische Gesamtkonzept des Gebäudes, die Vorplätze und Grünanlagen, sowie die Fassade und die Dachwelle, stammen von den italienischen Architekten Doriana und Massimiliano Fuksas. Ihr Entwurf für den Europark ging als Sieger aus einem Architekten-Gutachterverfahren hervor, das Anfang 1994 durchgeführt worden war.
Die Eröffnung erfolgte nach 30-monatiger Bauzeit am 24. September 1997. Der Europark wurde von Anfang 2004 bis Herbst 2005 baulich erweitert. Die Eröffnung des ebenfalls von Doriana und Massimiliano Fuksas geplanten „Europark II“ erfolgte nach einer Bauzeit von 21 Monaten am 7. Oktober 2005.

## Serviceeinrichtungen

Logo

Post, Parkgaragen, Fahrradabstellplätze, Fahrrad-Self-Service-Terminal, Ladestation für Mobilgeräte, Schließfächer, barrierefreie Toiletten, Kindertoiletten, Liftzugang auf allen Ebenen, WLAN, Kinderbetreuung, Wickelraum, Stillraum, Textilreinigung, Schlüsseldienst, Polizei, Apotheke, Bankomat, Defibrillator.

## Erschließung
Der Europark liegt im westlichen Stadtteil Taxham und ist trotz seiner Randlage verkehrstechnisch umfangreich erschlossen. Die S-Bahn-Station Salzburg Taxham Europark (S2, S3) sowie die Autobahnabfahrt Salzburg-Kleßheim (A1, mit nächstem Anschluss an die A10 und die deutsche BAB 8) befinden sich in unmittelbarer Nähe. Sieben Obus- und Autobus-Linien (Nr. 1, 9, 12, 28, 34, 36 und 142) halten direkt vor dem Eingang oder in nächster Nähe. Zudem führt ein Radweg am Einkaufszentrum vorbei.

## Geschäftsdaten

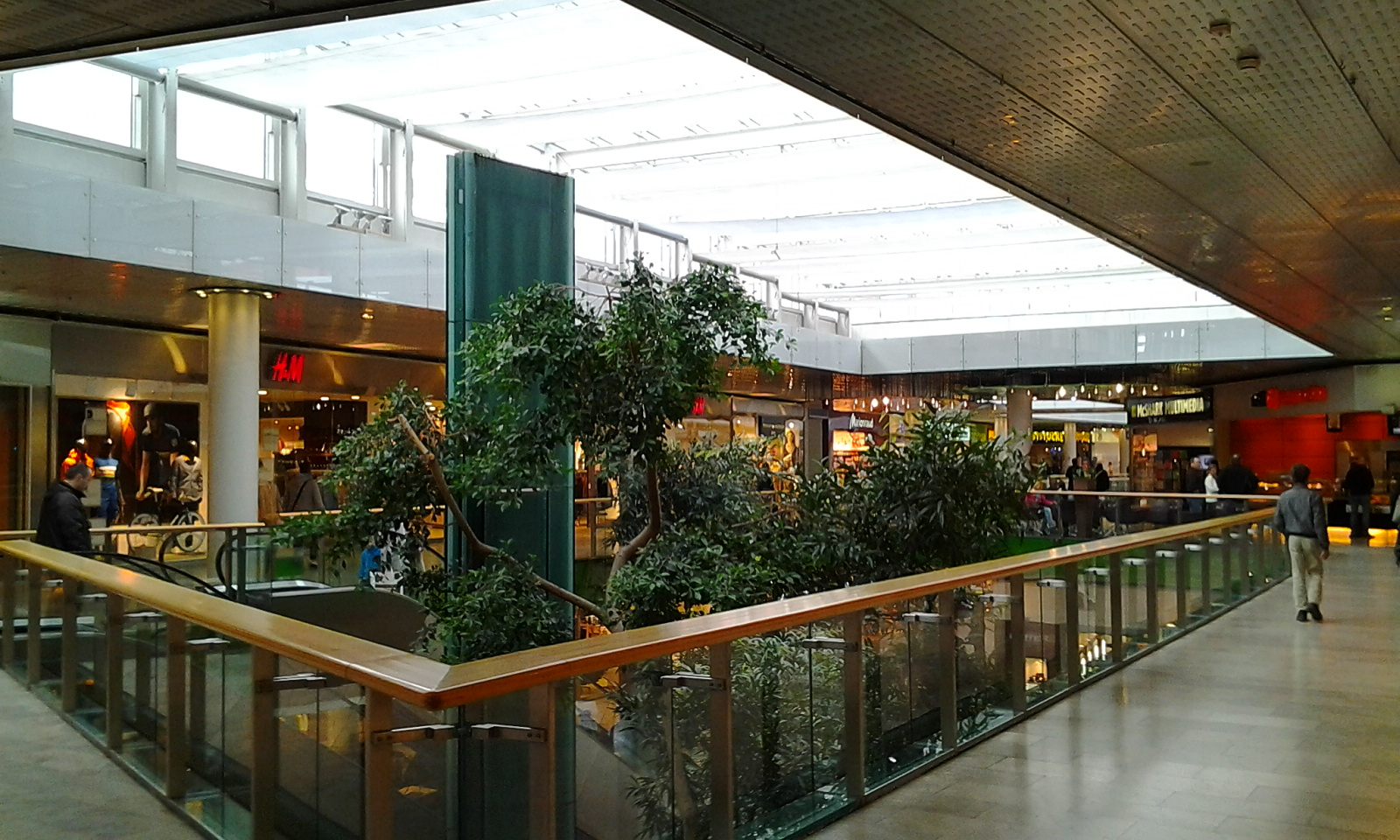
Auf der oberen Etage des Europarks

Die Daten des Europarks laut eigenen Angaben:
- Mietfläche: 50.700 m² (mit IKEA: ca. 70.000 m²)
- Geschäfte: ca. 130 (2024)
- Besucher: über 10,5 Mio. Besucher (2024)
- Arbeitsplätze: ca. 2.000 (2024)
- Parkplätze: über 4.200 Gratis-Parkplätze (Tiefgarage, Parkdeck, Außenparkplätze; 2024)
- Umsatz: 395 Mio. Euro (2024)

Als Betreiber und Entwickler des Europarks fungiert die SPAR European Shopping Centers GmbH.
Im Kerneinzugsgebiet wohnen rund 300.000 Personen, das Gesamteinzugsgebiet umfasst 900.000 Einwohner. Über 20 % der Besucher kommen aus dem benachbarten Bayern.

## Auszeichnungen
- ICSC European Shopping Center Award 2017, Warschau (2017)
- ICSC Solal Marketing Award 2014, Amsterdam (2014)
- ICSC Solal Marketing Award 2008, Prag (2008)
- ICSC World Shopping Center Award 2007, Phönix (2007)
- ICSC 2007 – European Shopping Center Award
- ICSC Solal Marketing Award „Merit“, Monte Carlo (2002)
- Biennale Venedig, Italien (2000)
- Österreichischer Bauherrenpreis, Graz, Österreich (1998)
- Architekturpreis des Landes Salzburg, Österreich (1998)
- ICSC 2007 – Sonderpreis für nachhaltiges Design[4]

## Sponsoring
Der Europark ist Hauptsponsor des örtlich benachbarten Fußballvereins ASV Taxham. Das Markenzeichen des Einkaufszentrums ziert seit Gründung des Vereins 1997 die Trikots der Jugendmannschaften. Auch wird das Logo des Fußballvereins mit dem des Europarks kombiniert.